# Pentapleura amanitae
Pentapleura amanitae är en stekelart som beskrevs av Marie Clément Gaston Gautier och Bonnamour 1939. Pentapleura amanitae ingår i släktet Pentapleura och familjen bracksteklar. Inga underarter finns listade i Catalogue of Life.